# 벤다어 위키백과

벤다어 위키백과는 벤다어로 운영되는 위키백과 언어판이다. 2004년 8월 28일에 시작되었다. 기호는 ve이다.